# Brief Encounters
Albums de Amanda Lear
Amour toujours Brand New Love Affair
Singles
1. Someone Else's Eyes (feat. Deadstar)[1]
Sortie : 2 mai 2010
2. Back to Black[2]
Sortie : 13 décembre 2012

Brief Encounters est le quinzième album studio d'Amanda Lear sorti en Italie en octobre 2009. En complément cet album est également sorti en version acoustique et en version reloaded.
Amanda ne cache pas son amour pour le titre "Cupidon", présent dans cet album: "Ah, c'est joli, hein?".

## Titres

### Album original
CD 1 For the Heart (CD rouge)
1. Someone Else's Eyes (auteur : Enrico Petrelli) avec Deadstar 4:15
2. Back to Black (auteur : Amy Winehouse, Mark Ronson) 4:08
3. Cupidon (auteur : Enrico Petrelli, Yuri Primarosa, Nerio Poggi, Amanda Lear 3:15
4. I Belong to You (auteur Lenny Kravitz) 3:55
5. I Don't Wanna Lose You (auteur Enrico Petrelli, Amanda Lear, Ely Barbosa) 3:29
6. Fallin' in Love Again (auteur Eagle-Eye Cherry) 2:48
7. Je m'appelle Amanda (Amanda Lear, Enrico Petrelli) 2:47
8. Let's Love (auteur Paul James McCartney) 2:48
9. Perfect Day (auteur Lou Reed) 3:30
10. Comment te dire adieu ? (auteur Serge Gainsbourg, Arnold Goland, Jack Gold) 2:21
11. Sorrow (auteur : Bob Feldman, Jerry Goldstein, Richard Gottehrer) 2:37
12. Suicide Is Painless (auteur : Johnny Mandel, Mike Altman) 2:37
13. Secret Lover (auteur Marco Morbidelli, Daniele Coluccini) 1:56
14. Someone Else's Eyes (auteur Enrico Petrelli) Bonus video 4:08

CD 2 For the feet (CD noir)
1. Daddy Cool reprise du titre des Boney M (auteur : Carl M Cox, Nathan Thomas, Baz Qureshi, Chris Rudall, Peter Wilson, Chris Richards, Frank Farian, George Reyam) 3:44
2. Someone Else's Eyes (auteur Enrico Petrelli) (All Eyes on the Dance Floor Radio Edit) 3:32
3. This Is Not America (auteur Enrico Petrelli) (Obsessive Mix) 3:48
4. Let the Music Play (auteur Giorgio Moroder, Pete Bellotte) (Long Vs. Remix) 5:24
5. Always on My Mind (auteur Johnny Christopher, Mark James, Wayne Carson Thompson) (Radio Edit) 3:37
6. For What I Am (auteur Enrico Petrelli) (Radio Version) 2:50
7. For What I Am (auteur Enrico Petrelli) (R'n'B Version) 2:57
8. This Is Not America (auteur Enrico Petrelli) (Long Vs. Remix) 6:01
9. Always on My Mind (auteur Johnny Christopher, Mark James, Wayne Carson Thompson) (T1's Club Anthem Mix) 6:31
10. Doin' Fine (auteur Carl M Cox, Nathan Thomas, Baz Qureshi, Chris Rudall, Peter Wilson, Chris Richards, Frank Farian, George Reyam) (Extended Version) 7:43
11. This Is Not America (auteur Enrico Petrelli) (808 Ketamix) 4:48

### Album version acoustique
Tous les titres sont remixés en version acoustique.
1. Cupidon   Enrico Petrelli, Yuri Primarosa, Nerio Poggi, Amanda Lear
2. Je m'appelle Amanda Enrico Petrelli, Amanda Lear
3. I Belong to You   Lenny Kravitz
4. Back to Black   Amy Winehouse, Mark Ronson
5. Let's Love   James Louise Cartney
6. Fallin' in Love Again   Eagle-Eye Cherry
7. Someone Else's Eyes (featuring Deadstar) Enrico Petrelli
8. I Don't Wanna Lose You   Enrico Petrelli, Amanda Lear, Ely Barbosa
9. Secret Lover   Marco Morbidelli, Daniele Coluccini
10. Suicide Is Painless   Johnny Mandel, Mike Altman
11. Sorrow   Bob Feldman, Jerry Goldstein, Richard Gottehrer
12. Reality (La Boom) (Studio Demo) Vladimir Cosma
13. Je m'appelle Amanda (Piano et Voix)   Enrico Petrelli, Amanda Lear

### Album version reloaded
Tous les titres de cet album sont remixés en version dance.
1. Someone Else's Eyes (Boy George & Kinky Roland Mix)   Enrico Petrelli Boy George, Kinky Roland 5:50
2. Doin' Fine (Ford & Curnow's TNT Mix)   Carl M Cox, Nathan Thomas, Baz Qureshi, Chris Rudall, Peter Wilson, Chris Richards, Frank Farian, George Reyam Dave Ford, Ian Curnow 7:21
3. Back To Black (Amanda's Vino Della Casa Mix)   Amy Winehouse, Mark Ronson Ilze Kalve 4:02
4. For What I Am (Raider's Of The Lost Music Mix)   Enrico Petrelli Alex Raider 4:37
5. Someone Else's Eyes (Fully Loaded NRG Radio Mix)   Enrico Petrelli Steen Ulrich 3:20
6. Sorrow (Hi-Lites Mix)   Feldman, Goldstein, Gottehrer Ilze Kalve 3:43
7. This Is Not America (United Sounds Of Amanda Mix)   Enrico Petrelli Alex Raider 6:32
8. Suicide Is Painless (Anadin Extra Mix)   Johnny Mandel, Mike Altman Ilze Kalve 3:34
9. Always On My Mind (Psychology Mix)   Christopher, James, Thompson Steen Ulrich 6:40
10. Someone Else's Eyes (Visionary Mix)   Enrico Petrelli Alex Raider 4:05
11. Doin' Fine (Devil's Desire Mix)   Carl M Cox, Nathan Thomas, Baz Qureshi, Chris Rudall, Peter Wilson, Chris Richards, Frank Farian, George Reyam Ilze Kalve 5:30
12. I Don't Wanna Lose You (Lost And Found Mix)   Barbosa Ilze Kalve 3:55
13. Perfect Day (Nocturnal Anthem Mix)   Lou Reed Ilze Kalve 3:40
14. Sorrow (Pete Hammond's Unapologetic Retro Mix)   Feldman, Goldstein, Gottehrer Pete Hammond 7:24
15. Do You Really Want To Hurt Me (Sanctuary Mix)   O'Doud, Moss, Craig, Ray Steen Ulrich 6:34

### Album édition vinyle
Une édition collector en tirage limité a été réalisé en Italie en LP 33 tours vinyle chez Just Good Music For Your Ears, référence 661799131902.
Face A :
1. Someone Else's Eyes (featuring Deadstar)
2. Back to black (long version)
3. Cupidon
4. I Belong to you
5. I Don't Wanna lose you

Face B :
1. Sorrow
2. Suicide is painless
3. Secret lover
4. Comment te dire adieu - It's hard to say goodbye (english and french version)
5. Fallin' in love again
6. Je m'appelle Amanda
7. Perfect day

## L'album
- Amanda Lear — voix
- Nerio Poggi — producteur artistique et producteur du disque
- Enrico Petrelli (a.k.a. Deadstar) — producteur exécutif, voix et arrangements du titre CD1-1
- Nathan Thomas — producteur
- Carl M. Cox — producteur
- Peter Wilson — producteur
- Chris Richards — producteur
- Elio Leonardo Carchidi, Photographe - Fotografo[3] — cover artwork and photography
- Photographers Studio - Studio154, Rome - Italy[4] — photographers production services

## Production
- CD
- LP 33 Tours chez Just Good Music For Your Ears, Référence 661799131902.